# Resurrezione di Cristo (Giovanni Bellini)
La Resurrezione di Cristo  è una relativamente piccola pala su tavola, trasferita su tela, dipinta dal veneziano Giovanni Bellini per la chiesa di San Michele in Isola e presumibilmente realizzata tra il 1478 e il 1479. È conservata nella Gemäldegalerie di Berlino in Germania dal 1903.

## Storia
Il dipinto fu realizzato per la cappella Zorzi nella Chiesa di San Michele in Isola. Presumibilmente tra il 1475 (data del testamento del committente Marino Zorzi) e il 1478 (data di erezione dell'altare). Pur rimanendo poco determinante il terminus ante quem del 1479 in base alle vicende costruttive della nuova chiesa del Codussi, dal punto di vista stilistico l'opera va considerata leggermente antecedente alla Pala di San Giobbe (1480) e sicuramente più matura della Santa Giustina del Bagatti Valsecchi (1474). 

Non è noto il motivo che portò alla realizzazione di una Resurrezione per una cappella dedicata dalla fondazione a Maria. Il tema sebbene già usato nelle decorazioni di monumenti funebri veneziani, e funebre era la destinazione della cappella, non risulta mai trattato precedentemente in una pala autonoma. 

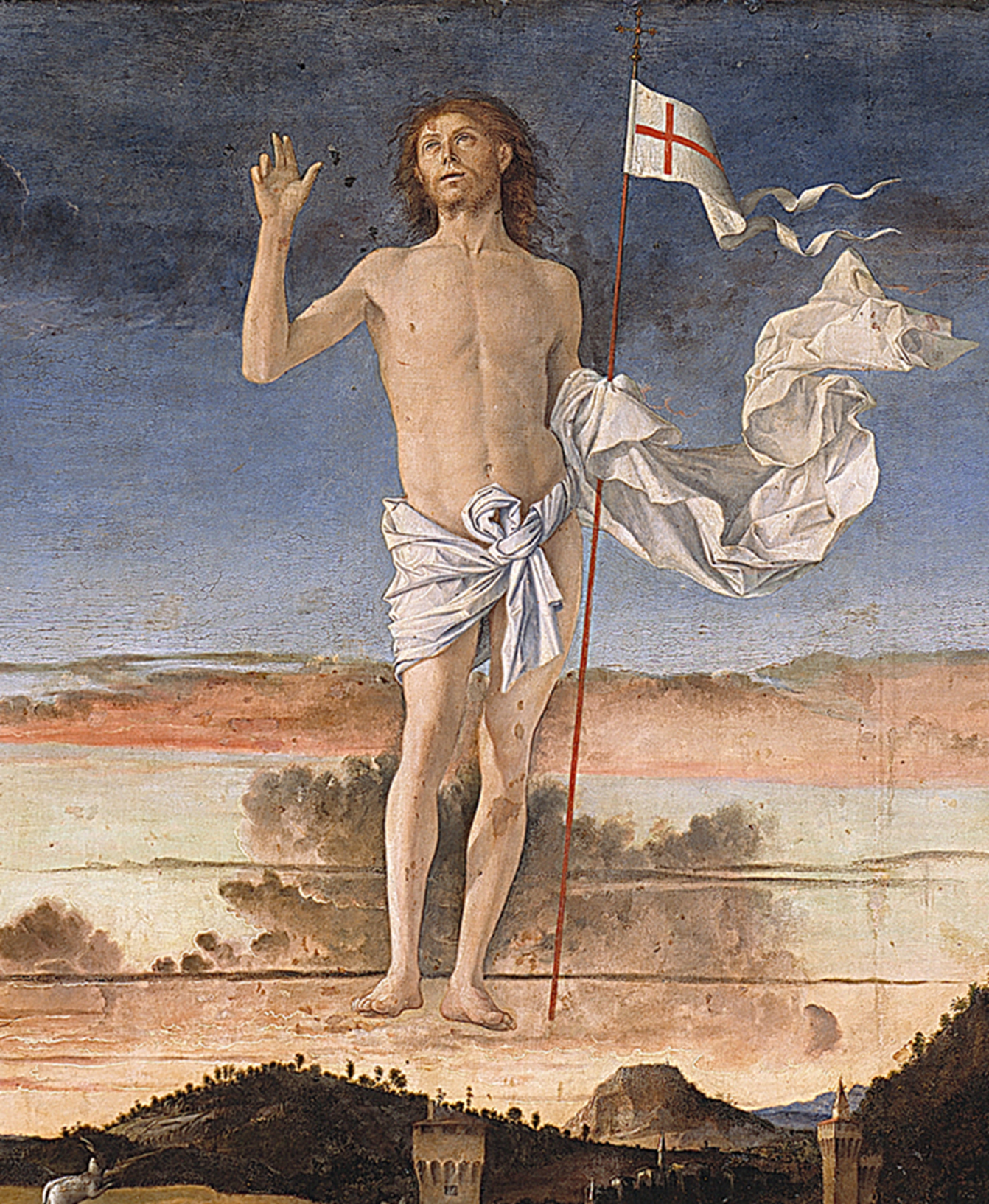
Resurrezione di Cristo, particolare

Sansovino nel 1581 la pubblicava come opera del Bellini «a olio» e anche Ridolfi (1648) la aveva così espressamente citata e descritta piuttosto chiaramente: «Altre due tavole fece in S. Michele […] l'altra […] di Christo resuscitato, con custodi armati al Sepolcro in picciole figure posto sotto ad un monte, e di lontano vedesi un paese ripieno di monti, d'alberi, e d'animali, e le Marie in ca[m]mino.»
Inspiegabilmente a partire dal Boschini solo sedici anni dopo (1664 e poi di nuovo nel 1674) fu attribuita a Cima da Conegliano. Moschini nel 1808 è l'ultimo scrittore a ricordarla in loco, sebbene già dal 1781 fosse stato rimossa per restaurare l'altare e dal 1785 fosse nella foresteria del convento. La tavola venne alienata definitivamente, in una data imprecisata, per effetto delle soppressioni napoleoniche del 1806; dopo vari oscuri passaggi per mani private venne acquisita nella bergamasca collezione dei conti Roncalli che la fecero trasferire su tela. Qui, offuscata dalla patina e dalla secolare sporcizia, Crowe e Cavalcaselle la attribuirono ad Andrea Previtali. Sebbene Cantalamessa ne avesse nuovamente riportato l'attribuzione al Bellini promuovendone, assieme a Ricci e Molmenti, l'acquisizione da parte della Galleria Borghese, nel 1903 fu abusivamente trasportata in Germania e ceduta alla Gemäldegalerie di Berlino. Nelle polemiche e vicende legali che ne conseguirono Frizzoni testimoniò che il suo maestro Morelli la attribuiva a Marco Basaiti. Tuttavia, dopo la lettura della traduzione su Il Marzocco (1904) dello studio di Ludwig e von Bode pubblicato in tedesco l'anno precedente, lo stesso Frizzoni affermò che anche Morelli avrebbe cambiato parere. Infatti una prima pulitura aveva restituito i colori belliniani. Nonostante questa rinnovata e motivata assegnazione Adolfo Venturi continuò a difendere fino al 1915 la sua attribuzione del 1899 a Bartolomeo Veneto datando l'opera al 1505, in quanto rilevava la corrispondenza degli edifici e della montagna sulla destra con quelli rappresentati nella Madonna col Bambino dell'Accademia Carrara. Anche il figlio Lionello Venturi, seppure in maniera meno decisa, nel 1907 aveva confermato il parere paterno, in questo seguito da Ernst Michalski nel 1927-1928.  E ancora nel 1943 l'attribuzione fu messa in dubbio da Luitpold Dussler considerandola invece opera della bottega di Giovanni. Nel 1957 l'opera fu nuovamente restaurata. 

## Descrizione e stile
Il priore del convento camaldolese Bernardino Gadoli, in una lettera del 1494, dopo aver lodato l'«egregio pittore la cui opera è nell'ammirazione di tutti» definì quest'opera come una «pulcherrima tabula». Il valore di questo dipinto era riconosciuto anche dai pittori, infatti fu di riferimento per Filippo Mazzola, il padre del Parmigianino, che nel 1497 ne dipinse una copia ridotta e semplificata (oggi a Strasburgo) e nel 1504 riprese la figura del soldato di sinistra nella sua Conversione di san Paolo ora alla Galleria Nazionale di Parma. Inoltre le somiglianze del paesaggio nella Madonna col Bambino di Bartolomeo Veneto, già segnalate da Adolfo Venturi, ma con esiti differenti, portano oggi a considerare che fu questo artista a copiare l'opera di Bellini. Anche Girolamo Mocetto trasse ispirazione da questa pala riprendendo la figura del soldato seminudo per realizzare l'incisione di Bacco ubriaco (1495-1510 circa). Più tardi invece Tiziano, altro allievo del Bellini, riprese letteralmente la figura del Cristo nello stendardo con al Resurrezione di Urbino (1542-1544).
La segnalazione del Sansovino (1581) come dipinto a olio è significativa in quanto lo posiziona come prima opera pubblica con questa tecnica nella pittura veneziana. Una tecnica che Giovanni già conosceva ma indubbiamente fu più convinto ad utilizzarla dopo l'incontro con Antonello.

Originariamente il dipinto era integrato da un'elaborata cornice lignea dorata ricordata sia da nel saggio di Ludwig e Bode, che la associarono a quella della Pala di Pesaro, sia da Cantalmessa, che la supponeva intagliata da quello stesso Jacopo da Faenza che anni dopo realizzò e firmò la cornice del Trittico dei Frari. Questa cornice originale andò disgraziatamente perduta durante il secondo conflitto mondiale, ne rimane tuttavia la descrizione negli archivi della Gemäldegalerie.

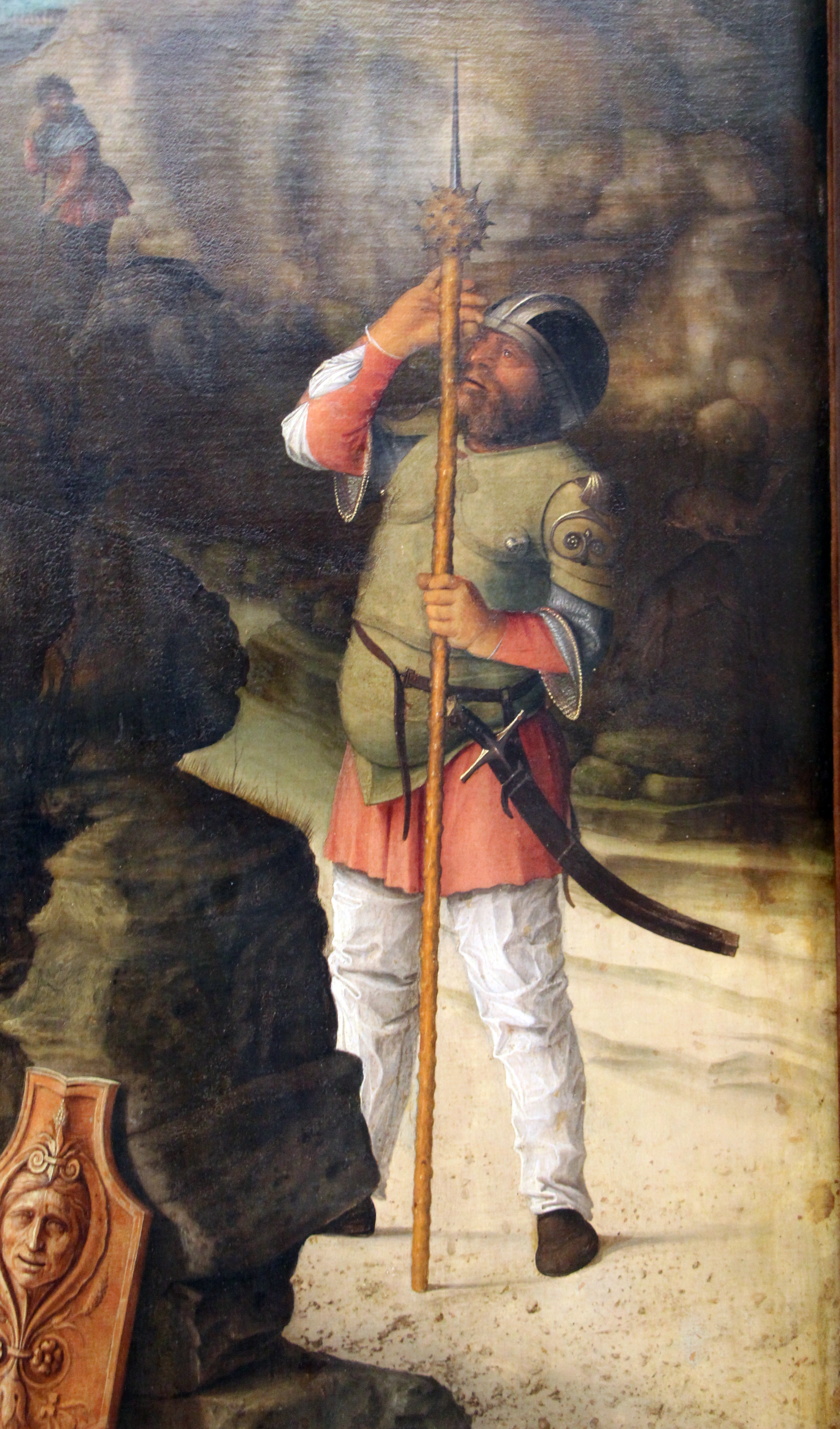
Resurrezione di Cristo, particolare

Lo spazio limitato della cappella obbligò il pittore a realizzare una pala ben più ridotta di quella precedente di Santa Caterina per i Santi Giovanni e Paolo. Nonostante questa misura ridotta riuscì a raccontarvi una storia e, come notato da Humfrey nel 1993, risulta essere la prima pala unitaria, non solo di Giovanni, ma di tutta la pittura veneta, che narri una storia invece di comporre un gruppo di santi, accostati al di là delle relazioni cronologiche.

### Iconografia e prestiti
Si deve sottolineare come le fonti iconografiche per una Resurrezione fossero piuttosto limitate a quel tempo. La descrizione puntuale dell'evento è omessa dai vangeli canonici che si limitano a raccontare dell'arrivo di un angelo o della successiva visita delle Pie Donne. Cosi la rappresentazione dominante si basava su quelle apparse in qualche primitiva miniatura e vedeva un Cristo trionfante che, benedicente e reggente il proprio vessillo, scavalca il bordo del sarcofago. La variante con la figura del Salvatore levitante nell'aria era apparsa in Toscana nella seconda metà del Trecento ma era ancora scarsamente diffusa e nella pittura veneta questo Cristo sospeso sul nulla risulta un'assoluta innovazione, anticipata soltanto dai disegni del padre.
Sono comunque individuabili molti contributi che Giovanni riprese da altri autori. Oltre ad alcuni disegni di Jacopo – in special modo il foglio 22 del quaderno di Parigi che mostra una piccola figura centrale di Cristo levitante al centro di una vallata – e forse anche dal dipinto perduto sullo stesso tema eseguito dal padre per la Scuola Grande di San Giovanni Evangelista, sono molto precisi i prestiti dalla Resurrezione di Dieric Bouts, altrimenti tradizionale. Da questo dipinto, che è opinione comune nella configurazione completa a polittico fosse allora visibile in una chiesa veneziana, prese la luce e l'ambientazione all'alba, il vessillo che sventola, il braccio di Gesù avvolto nei panneggi – motivo quest'ultimo usato spesso anche da Rogier van der Weyden – e la mazza ferrata inastata della guardia a destra. Le rocce stratificate ricordano quelle del San Francesco di Jan van Eyck, una tavoletta che fu visibile a Venezia nel marzo-aprile 1471, quando vi fu portata dal proprietario Anselm Adornes al suo ritorno dal pellegrinaggio in Terra Santa. La posizione del corpo del Risorto è molto simile a quella del San Sebastiano di Antonello – parte di un polittico a quel tempo nella chiesa veneziana di San Zulian – con il peso posizionato sulla sinistra e la gamba destra allungata in avanti, sebbene la figura del Bellini anatomicamente più precisa. Non manca qualche reminiscenza del cognato Mantegna individuabile nello scudo accostato alle rocce in primo piano, identico a quello tenuto da un bambino nel riquadro di San Giacomo davanti a Erode Agrippa della cappella Ovetari, anche se probabilmente si trattava di un reperto scenico poi rimasto nella bottega dei Bellini. Matteo Ceriana ha suggerito che il volto nel gorgoneion al centro dello scudo potrebbe essere un autoritratto del pittore a guisa di firma, altrimenti assente nella tavola. Un espediente già usato dal cognato altrove nella citata cappella e anche nella Camera degli Sposi, e comunque non infrequente in altri pittori quattrocenteschi, e derivato dal presunto autoritratto di Fidia sullo scudo di Atena criselefantina raccontato in alcuni testi latini.

### Descrizione

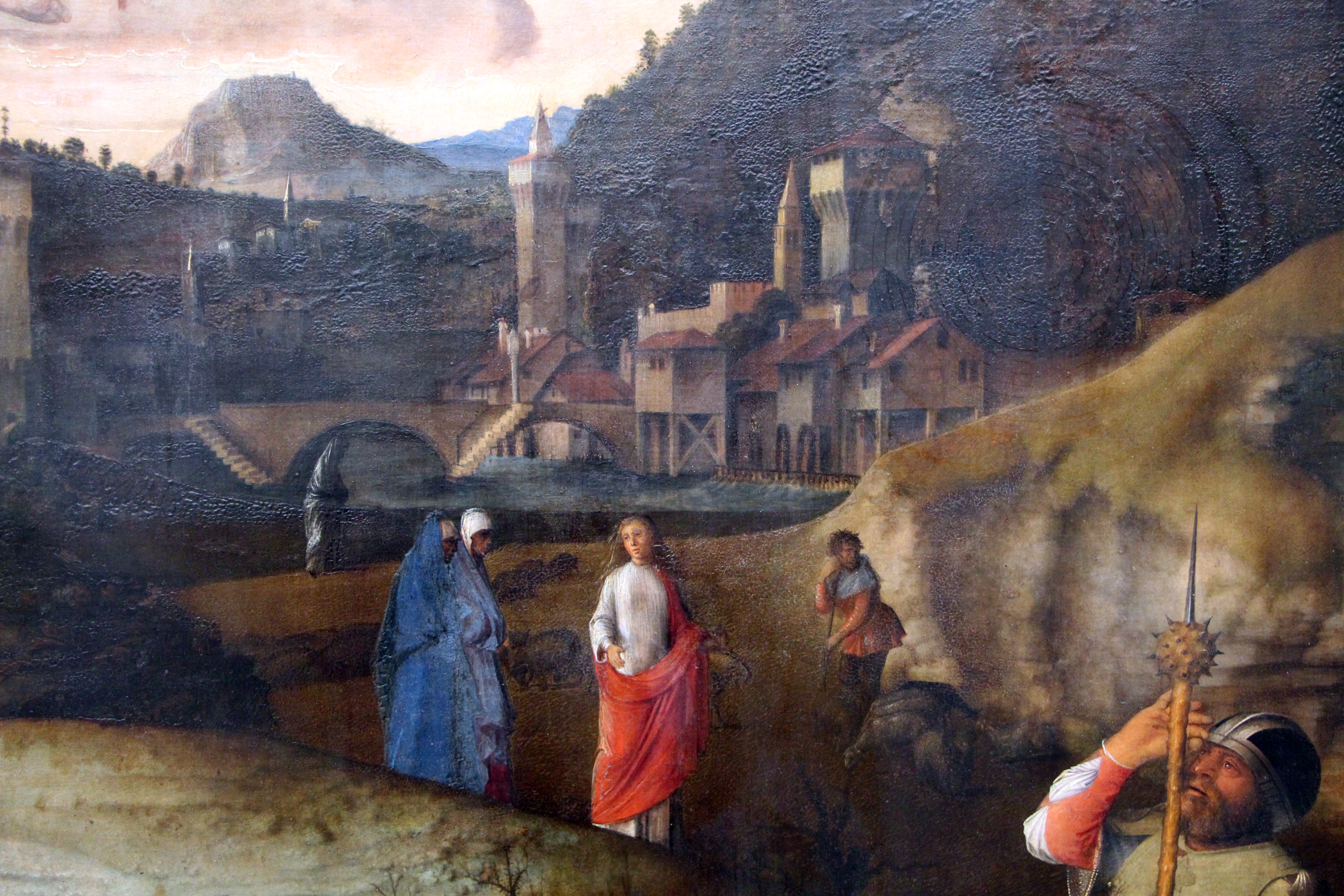
Resurrezione di Cristo, particolare

Ancora una volta Bellini riserva la metà della tavola ad un cielo ricco di colori e striato da nuvole colorate dalla rosea luce dell'alba, ovvero la sfera celeste, e e riserva l'altra parte alla sfera terrena. Il risorto appare sostenuto dalle nuvole come se l'aria lo spostasse verso l'alto o, come narra Cantalamessa:
(Giulio Cantalamessa, La "Resurrezione di Cristo” quadro di Giovanni Bellini, 1903)
La luce proviene da sinistra seguendo un flusso luminoso immaginario (la cappella Zorzi è illuminata invece dalle due finestre absidali sul retro dell'altare), ma è percepibile anche un'illuminazione dall'alto. La scena avviene in un mondo reale che non è inteso «come illusorio surrogato di una realtà trascendente», ma rappresentata dentro il risveglio della natura all'alba sottolinea la sconfitta sul peccato e sulla morte. 
Attorno alla figura principale – «un Cristo che sembra miracolosamente recuperare, ignorandone l'esistenza, il canone proporzionale di Policleto»  cui il rapporto dimensionale con le altre figura ne rende indefinibile la posizione nello spazio – si distendono a semicerchio gli altri personaggi, piante, costruzioni e animali a costruire una istoria con varietà e copia, ma senza costipare il dipinto, come raccomandava l'Alberti nel suo trattato Della Pittura.
(Leon Battista Alberti, Della pittura…, Milano, 1804, pp. 60-61.)

Questa varietà e copia venne invece letta come una discontinuità della composizione e criticata da Robertson nel 1960 «forse la più disorganizzata nell'opera di Giovanni, e non c'è dubbio che abbia contato nello scetticismo con cui alcuni storici hanno considerato la sua attribuzione». 

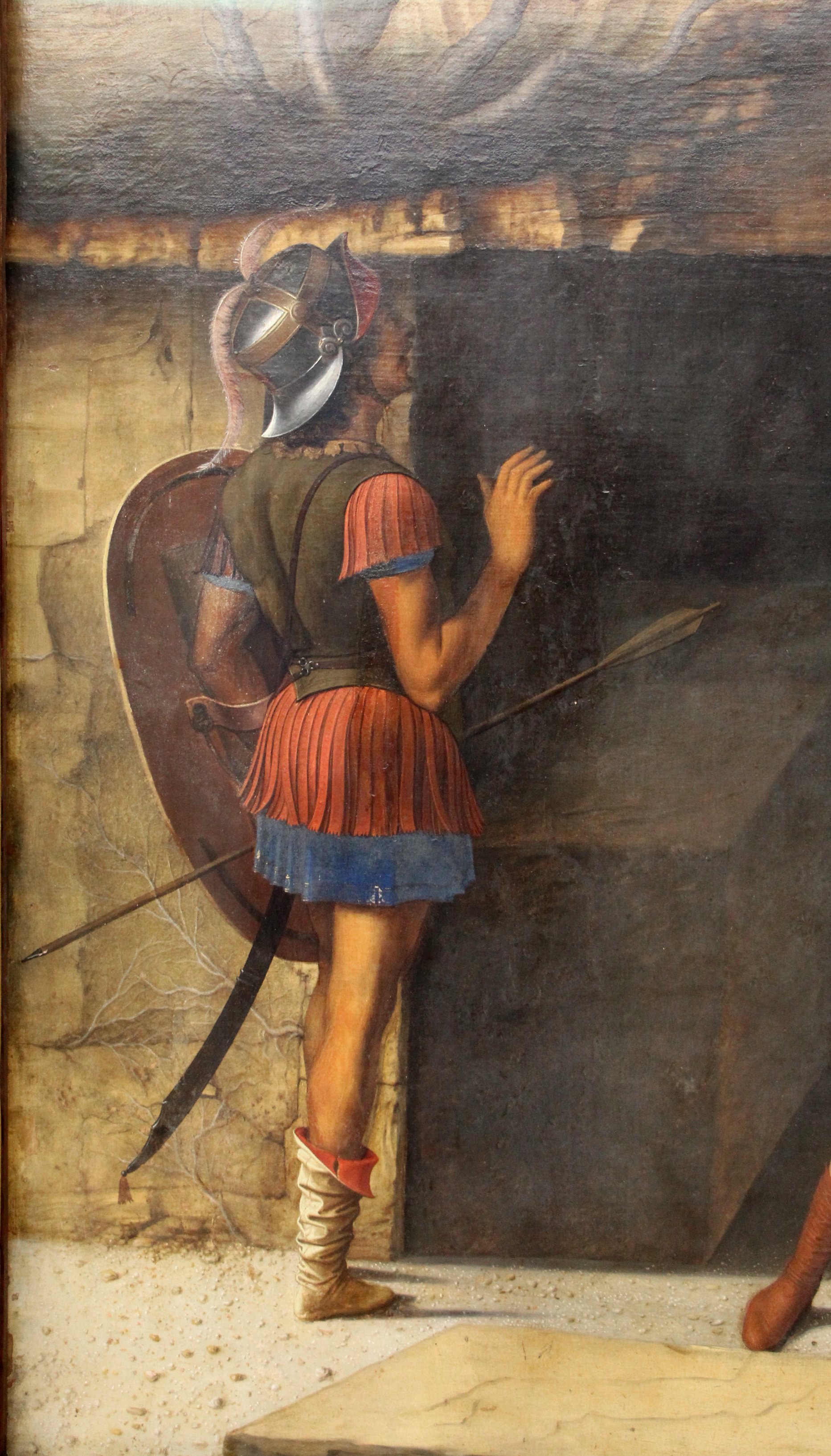
Resurrezione di Cristo, particolare

In un virtuale primo piano, davanti e a lato del sepolcro scavato nella roccia, stanno le guardie attonite. La pietra che chiudeva la tomba giace a terra e nell'ombra dell'interno della cavità s'intravede la pietra dell'unzione. Sopra la grotta due lepri corrono via partendo da un piccolo fico. All'estrema sinistra sulla cima di un albero quasi spoglio è appollaiato avvoltoio dallo sguardo opposto al Risorto.
Il paesaggio si allunga sulla destra mostrando le tre Pie Donne che si avvicinano. La Maddalena,  dai capelli sciolti, con la sua veste bianca e il manto rosso è l'unica riconoscibile. Hanno appena incrociato un pastore col suo piccolo gregge e più arretrata appare un'altra misteriosa figura. Più indietro è un villaggio fortificato diviso da un fiume ma raccordato da un ponte a due archi. Sopra l'abitato si alza il cono di un colle su cui svetta una rocca. In lontananza i colli degradano schiarendosi in una prospettiva atmosferica di suggestione fiamminga.
L'effetto di profondità che risulta appiattito nella fascia centrale brunastra può essere stato alterato dal tempo che ha scurito l'area all'origine probabilmente più verde e luminosa.
Le sfumature del cielo dal roseo albeggiare al profondo blu ci narra che la notte sta finendo con Cristo che appare nella traiettoria del sole che sta per sorgere. Il Risorto non è una figura incorporea come il diafano angelo che offre il calice nell'Orazione nell'orto alla National Gallery o il Cristo risorto con le Pie Donne  dipinto da Beato Angelico nella ottava cella del dormitorio di San Marco. È una figura solida e reale, infatti, mentre i soldati proiettano accenni delle proprie ombre sul terreno e sulle rocce, Cristo «fa ombra a sé stesso a confermare la realtà della sua trionfante resurrezione».
La varietà si manifesta anche nei colori come il contrasto tra il colore roseo di Cristo, così diverso da quello livido delle sue Pietà, e quello cotto dal sole della guardia nuda ma anche nelle sfumature del bianco che varia dai toni freddi e candidi del sudario svolazzante a quello più terragno e avoriato in alcuni indumenti delle guardie.

Il pittore deliberatamente caratterizzò queste guardie come personaggi rozzi ed ignari. Al Cristo benedicente fanno da contrappunto la figura eretta del soldato sulla destra, goffamente vestito e in sovrappeso, che impietrito solleva la visiera per meglio osservare il prodigio; l'altro, di spalle davanti al sepolcro, più composto nella tenuta ma stupefatto quasi scimmiotta in un saluto la benedizione del risorto; un altro ancora, dall'altro lato dell'apertura del sepolcro, sonnecchia ancora in piedi appoggiato ad una roccia; infine quello a terra seminudo fatica visibilmente a risvegliarsi.

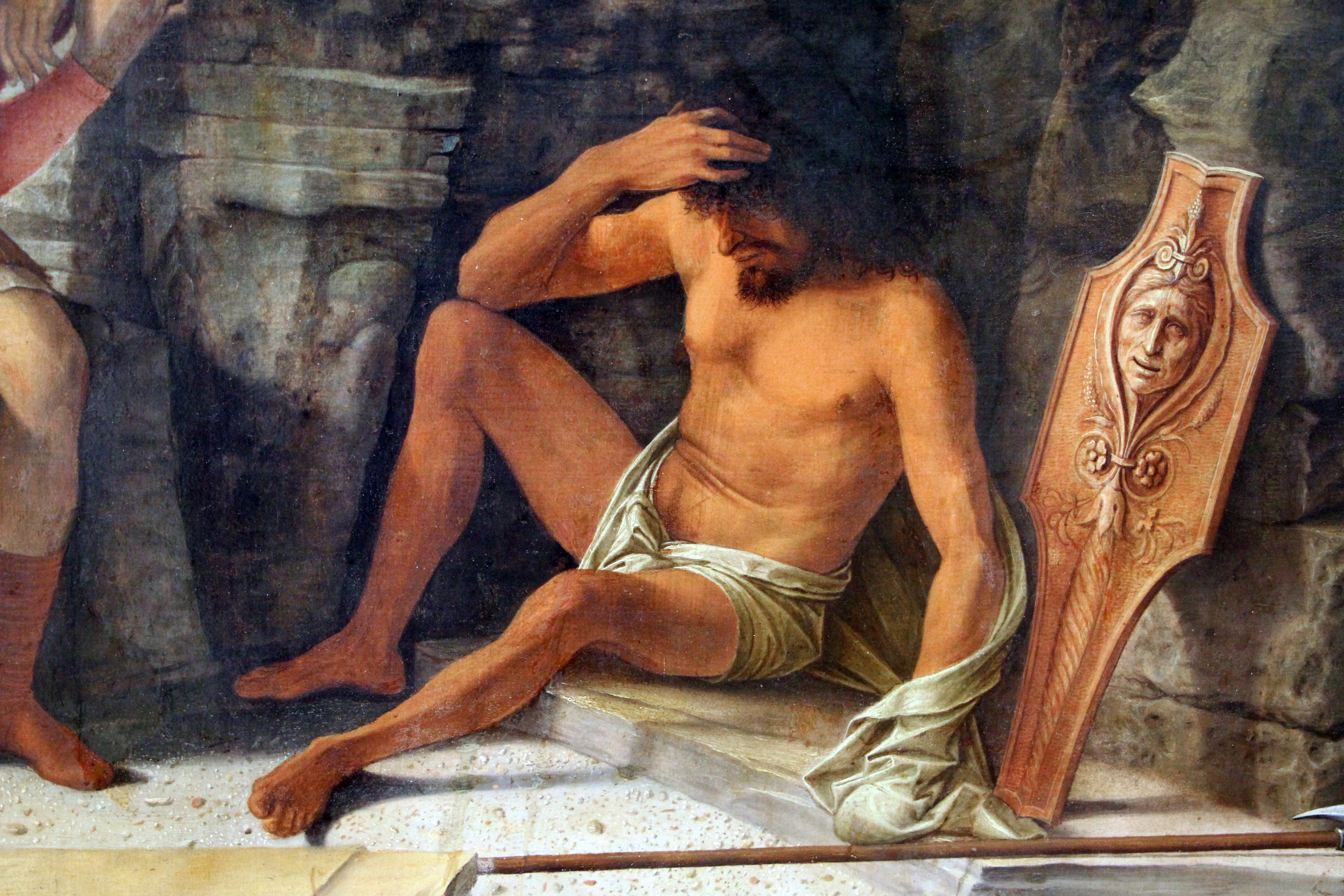
Resurrezione di Cristo, particolare

La primitiva individuazione della veduta nella rocca con Monselice, poi affinata con l'identificazione nell'antico monastero camaldolese di Santa Maria dell'Alto che era in quella collocazione geografica, e altre individuazioni possono risultare fantasiose o fuorvianti in quanto nessuno dei paesaggi di Bellini è realmente identificabile. È pure ipotizzabile che il pittore si rifacesse ai disegni da lui stesso schizzati durante le sue trasferte, trattandoli come appunti da combinare liberamente, creando panorami immaginari dalla suggestione di essere reali.
D'altra parte il ruolo del paesaggio risulta altrettanto prominente di quello delle figure umane, qui come in altri quadri del Giambellino, in una sorta di «meditational poesia». Questa felice definizione si deve a Keith Christinansen nell'analizzare proprio il paesaggio di questa pala assieme a un gruppo di dipinti belliniani del medesimo periodo (1470-1480) e della stessa dimensione, e quindi funzione: la Trasfigurazione di Capodimonte, il San Francesco della Frick e il San Girolamo della Contini Bonacossi. 
La lettura come poesia meditativa diviene alternativa alla ricerca nella pittura di simboli precisi o, appunto, di descrizioni didascaliche di luoghi che talvolta, sebbene interessanti, rischiano di essere forzature. 

#### Ipotesi di interpretazione dei simboli
Difatti gli aspetti simbolici sono qui individuabili discontinuamente e assumendo quindi un ruolo accessorio. Sono tuttavia interessanti le individuazioni di elementi simbolici che, con le loro ambiguità e ambivalenze, sono comuni sia ad altri dipinti sia peculiari di questo dipinto.

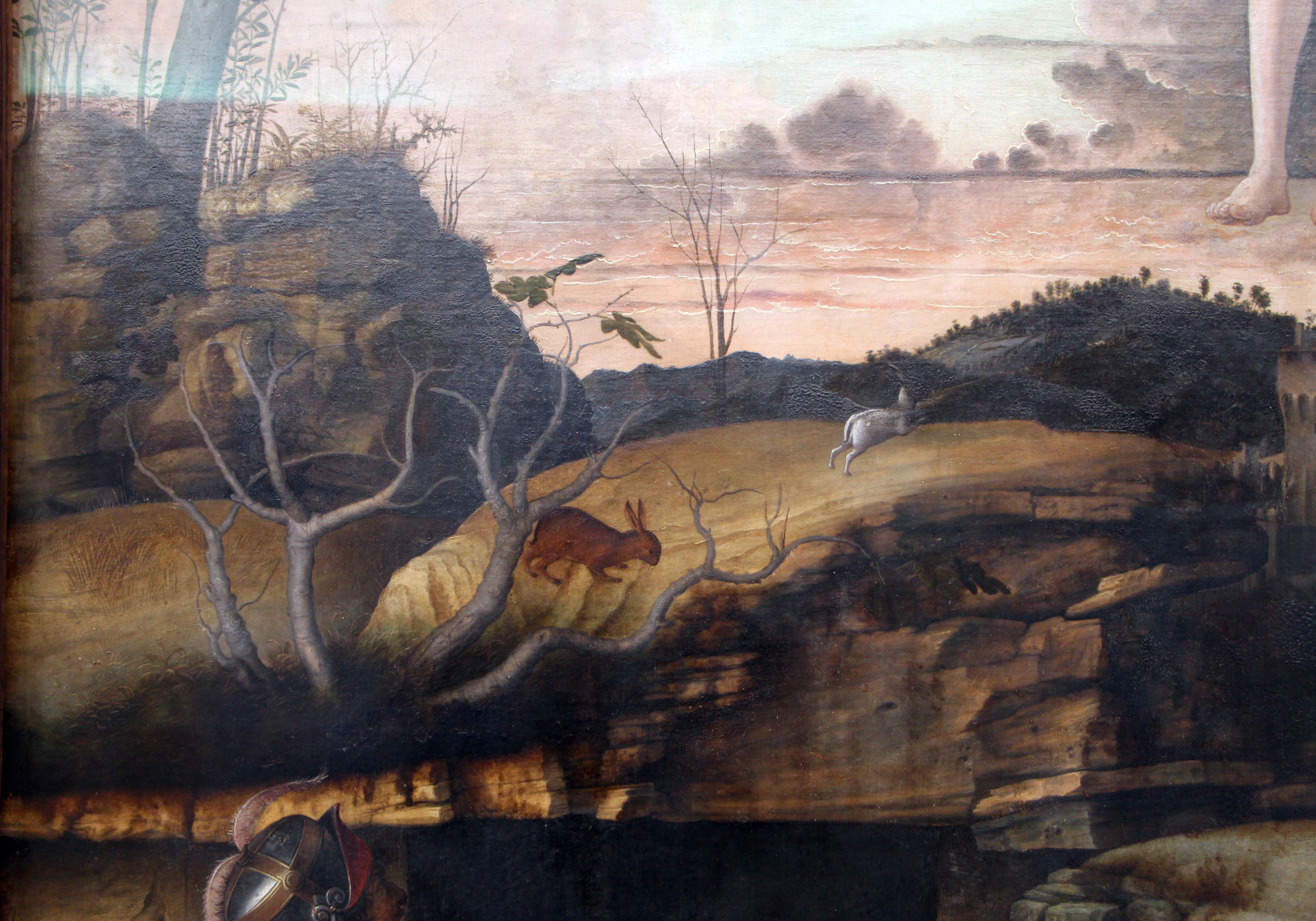
Resurrezione di Cristo, particolare

E così la foglia che germina dal fico rinsecchito viene frequentemente riferita alla morte e alla rinascita, ma anche la scelta dell'essenza ricorda l'albero della conoscenza e il legno ricorda la croce; il lugubre rapace obbligato a guardare fuori dal quadro, diversamente da quello simile nella Madonna del prato però per il predicatore domenicano Giovanni da San Gimignano altrove simboleggia il fervor devote mentis; le lepri che Ambrogio, per il loro stagionale cambiamento di colore del vello, trovava adeguate nella simbologia della resurrezione mentre lo stesso domenicano riferiva la timidezza dell'animale alla umana ricerca della salvezza; oppure il pastore con le pecore può essere letto come un'allusione al tema del "buon pastore".
Più complessa è l'ipotesi espressa da Monica Ferrando per una lettura sapienziale della figura del soldato semi addormentato e seminudo che la porta ad identificarlo con l'Adamo liberato dal Limbo. Una particolarità di questo nudo era stata segnalata già da Cantalamessa, Ludwig e Bode senza attribuirgli un senso se non strettamente pittorico. Anche il fatto che venisse copiata nell'incisione del Mocetto trasformandola ingenuamente in un Bacco ebbro sottolineava la cripticità del messaggio. La nudità la accomuna alla figura al Cristo e anche il sudario avvolto attorno ai lombi e che in entrambi copre la mano sinistra, secondo un uso liturgico. Ma, al contrario di quelli luminosi del Risorto, i colori del soldato si fanno terragni e la vicina figura del soldato adolescente e dormiente con il volto rivolto verso il basso può alludere alla discesa nel Limbo. La studiosa continua identificando nel volto sullo scudo un'immagine di Eva e nel diverso colore dei conigli il simbolo della provenienza dalla terra e sottolinea nel faticoso destarsi dell'uomo la lenta liberazione dalla morte, infatti «l'ignudo altri non è che la traduzione figurativa, e per giunta opportunamente svolta secondo i dettami estetico-umanistici albertiani, dell'Adamo disegnato sommariamente da Francesco sull'antico brandello di pergamena». 

## Riferimenti e derivazioni

### Riferimenti iconografici e prestiti

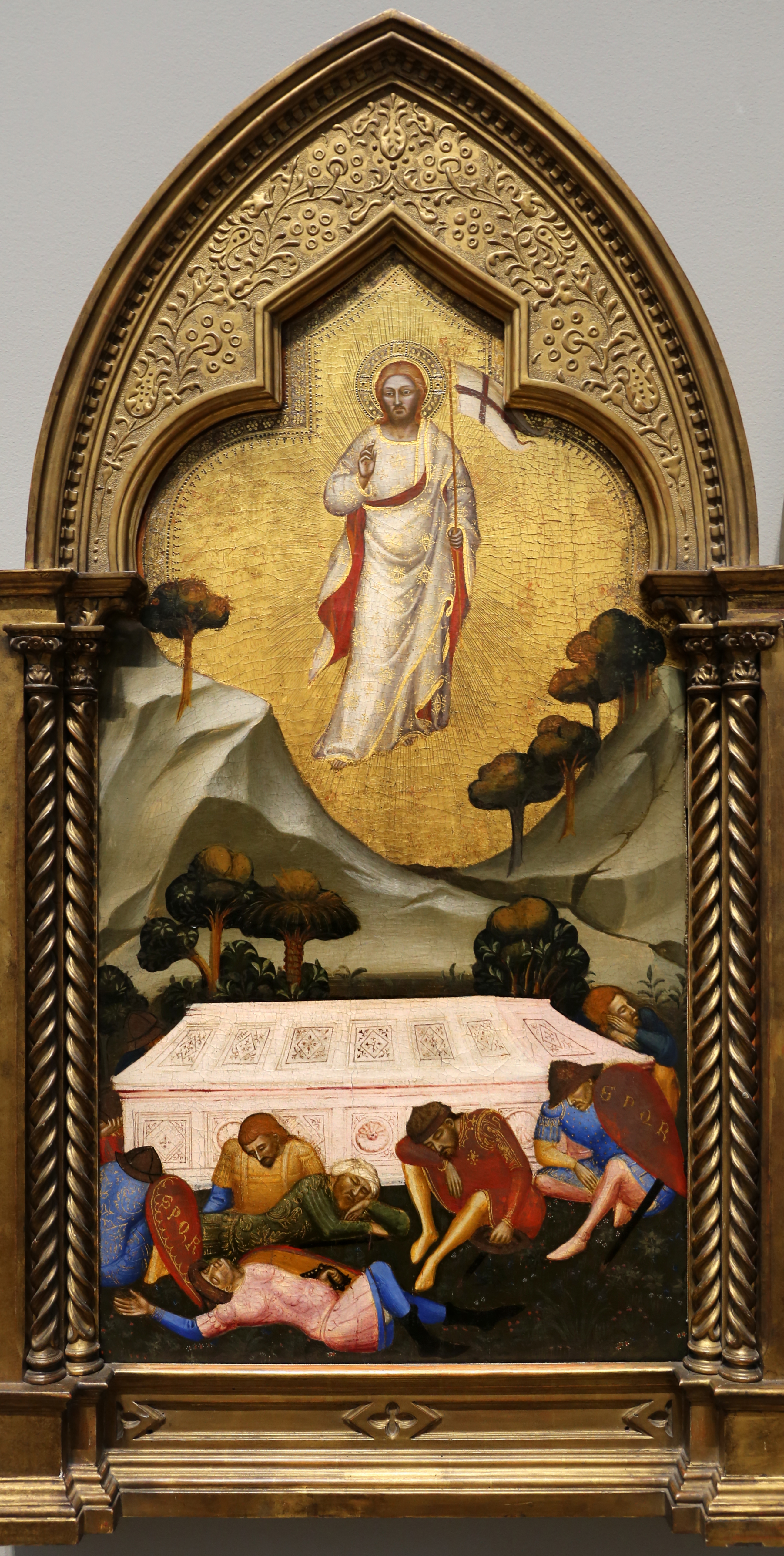
Jacopo di Cione e bottega, Rsurrezione, cimasa dell'altare di San Pier Maggiore, 1370-71, tempera e oro su tavola, 95,3x49 cm, Londra, National Gallery
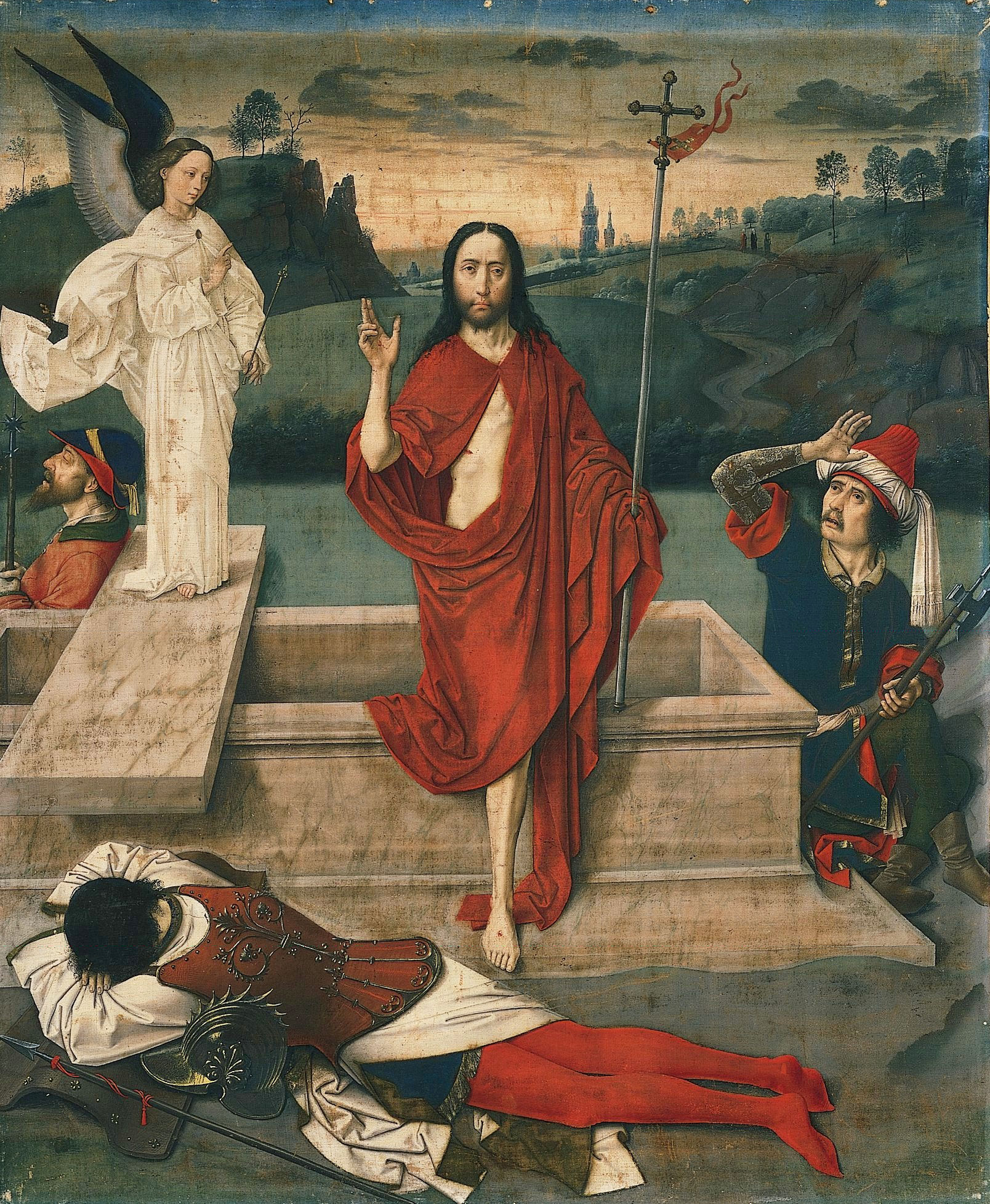
Dieric Bouts, Resurrezione, 1455 circa, tempera su tela, 89,9x74,3 cm, Pasadena, Norton Simon Museum
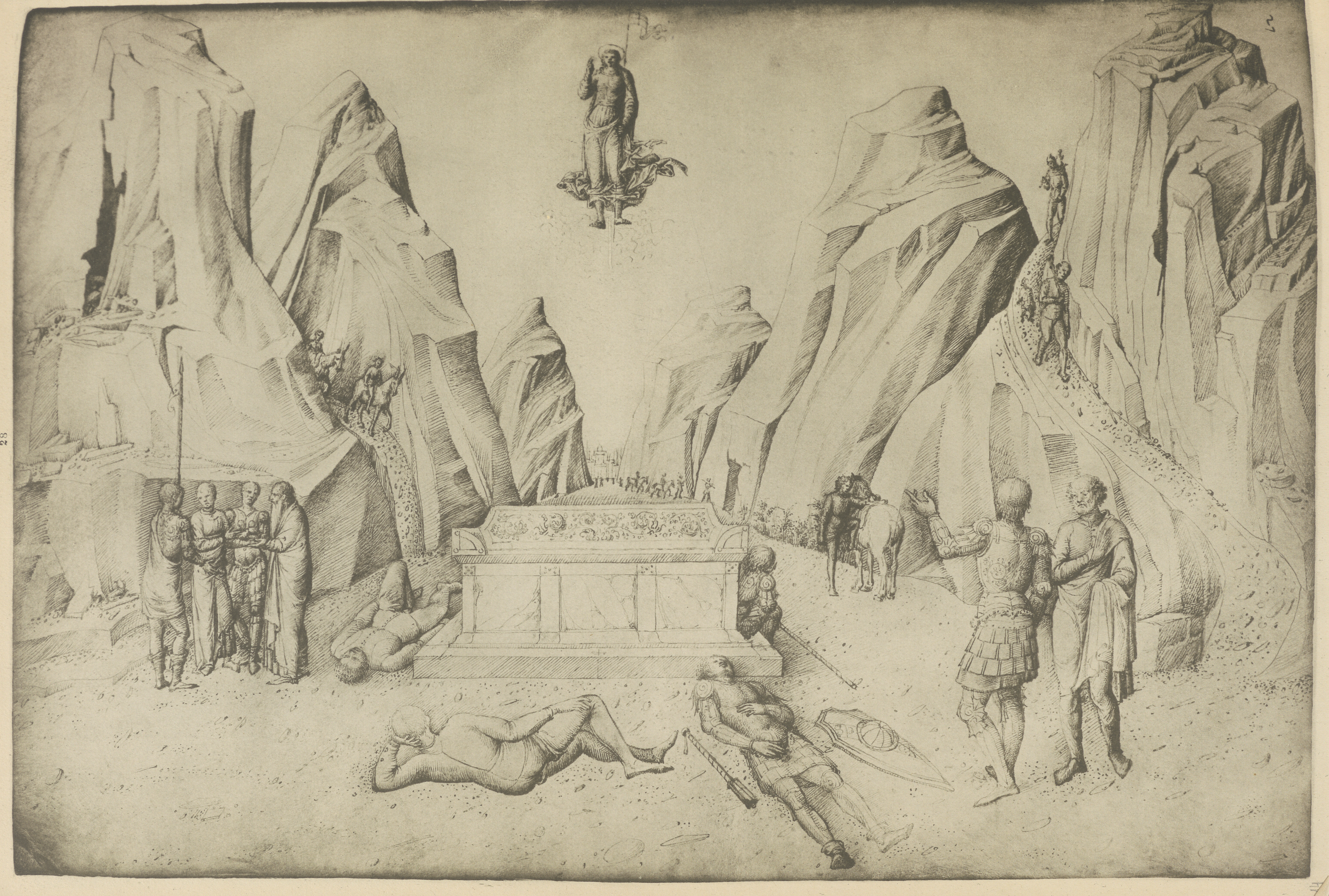
Jacopo Beliini, Resurrrezione, s.d., disegno, Parigi, Louvre
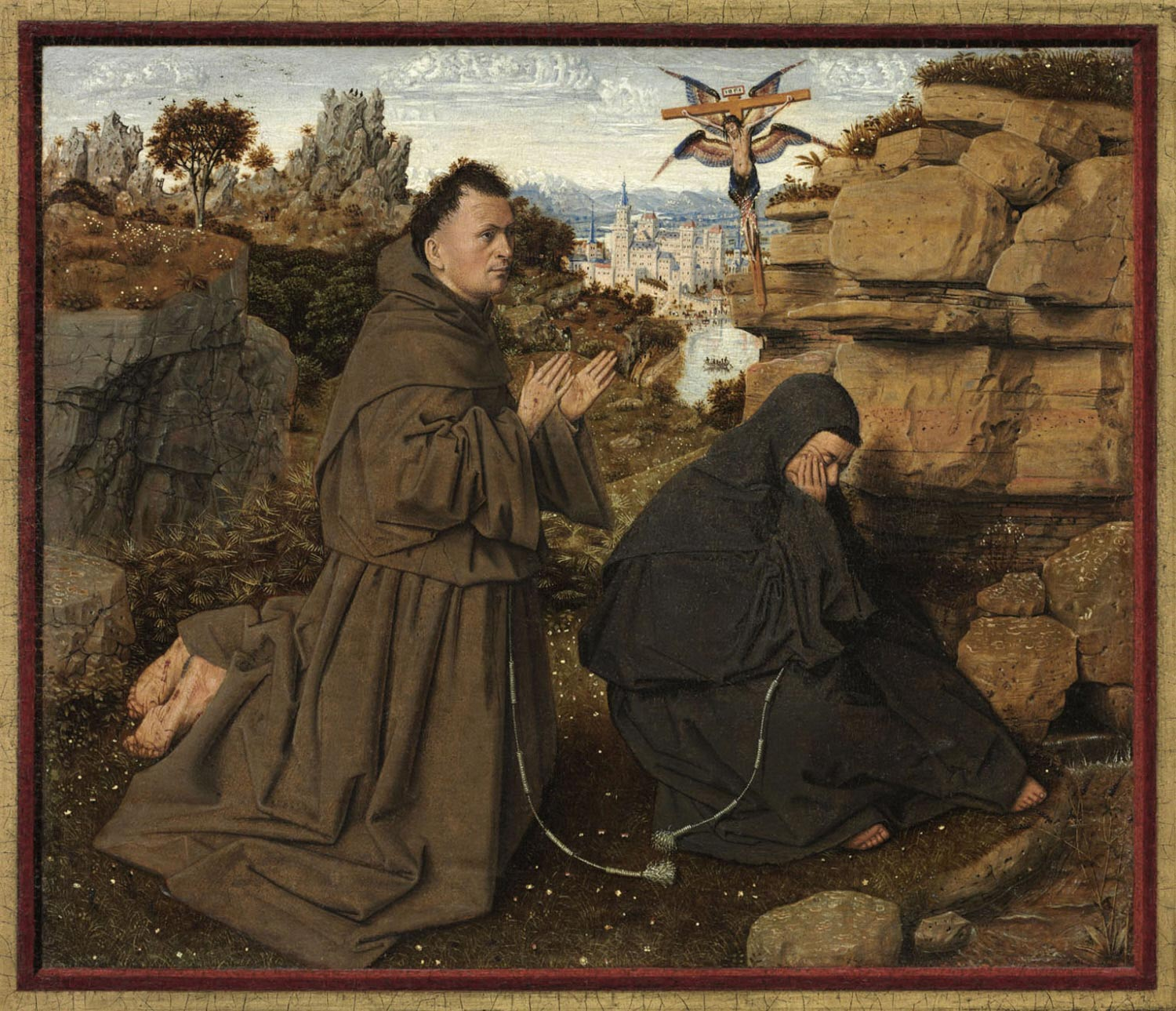
Jan van Eyck, Stigmate di san Francesco, 1430/1432, olio su pergmena applicata su tavola, 12,7 × 14,6 cm, Philadelphia Museum of Art
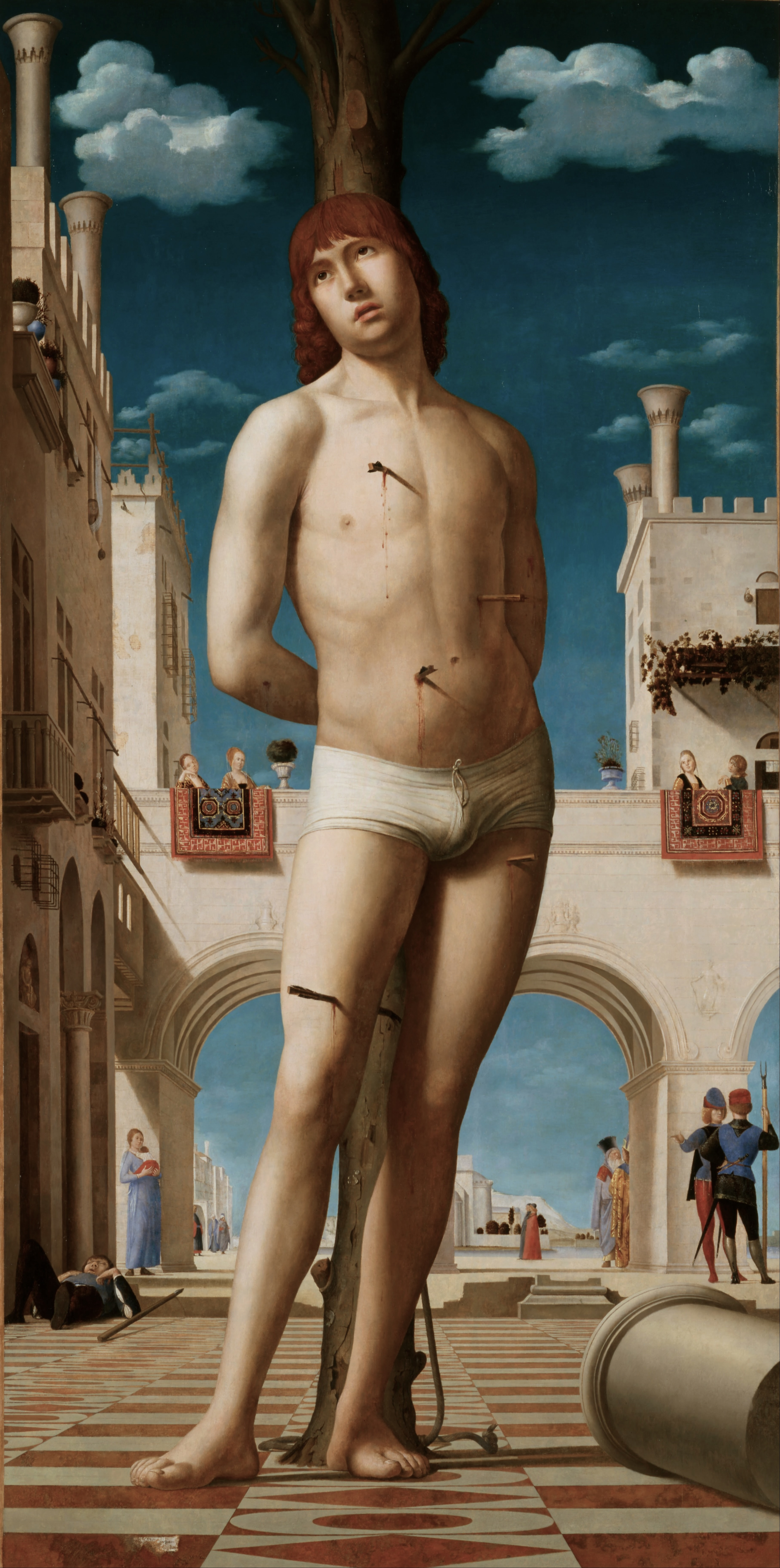
Antonello da Messina, San Sebastiano, 1478 circa, olio su tavola, 171x85 cm, Dresda, Gemäldegalerie Alte Meister
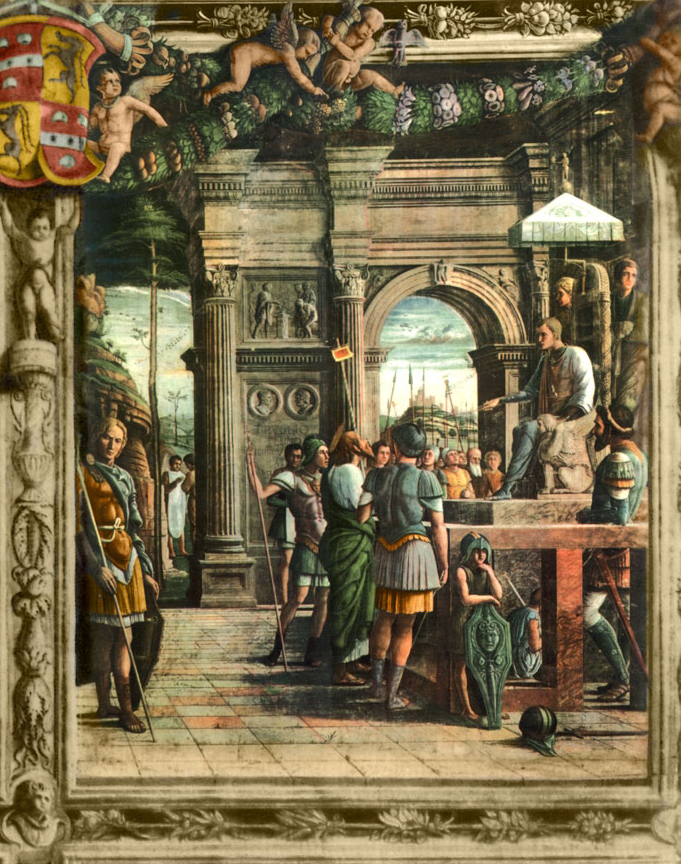
Andrea Mantegna, Giudizio di san Giacomo, 1446-1447, affresco, Padova, Cappella Ovetari

### Derivazioni e copie

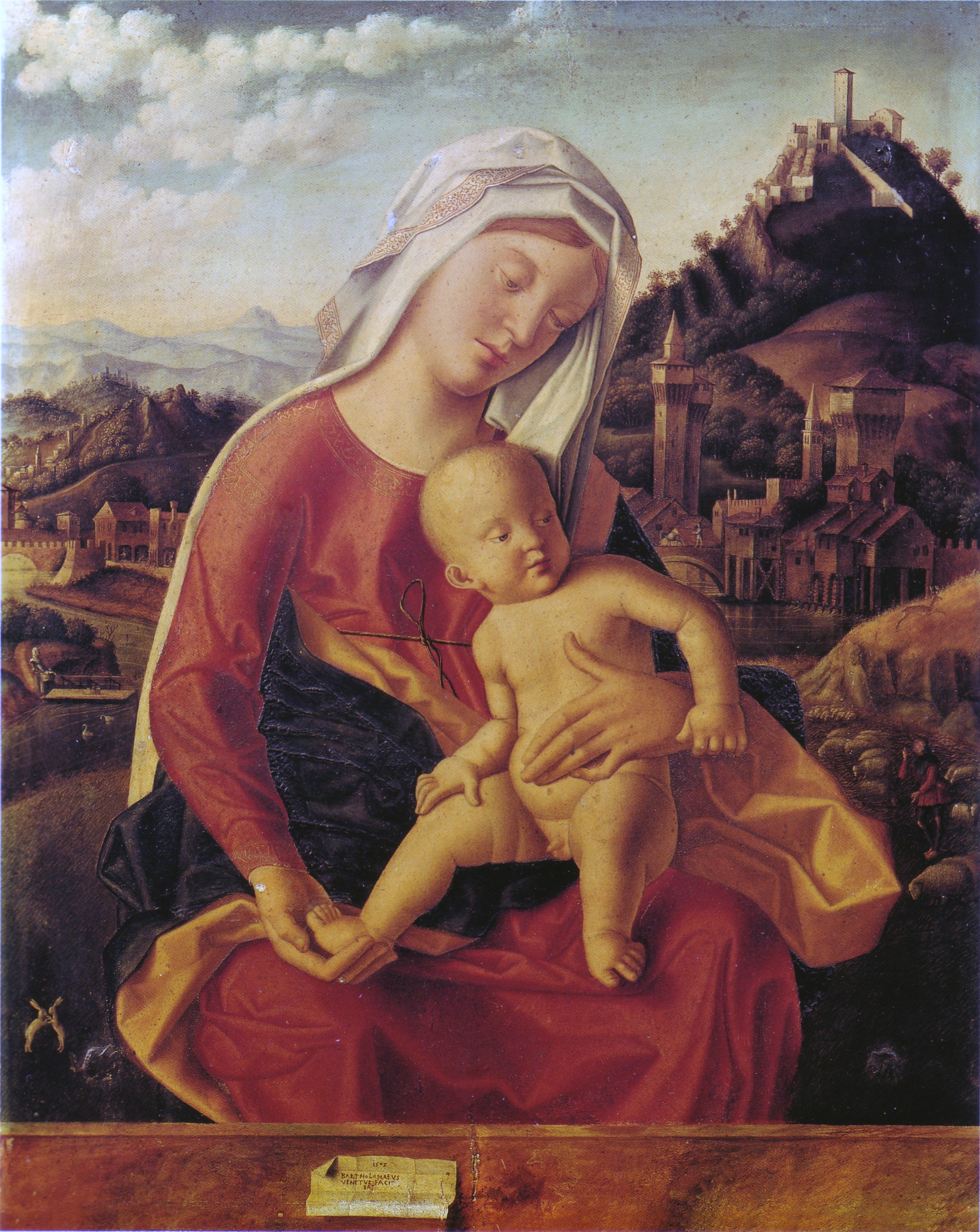
Bartolomeo Veneto, Madonna col Bambino, 1501, olio, 38X47,3 cm, Bergamo, Accademia Carrara
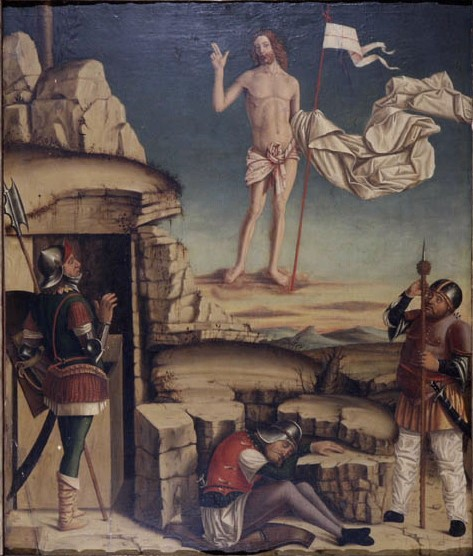
Filippo Mazzola, Resurrezione, 1497, olio su tavola, 61,5x53 cm, Museo di Belle Arti di Strasburgo
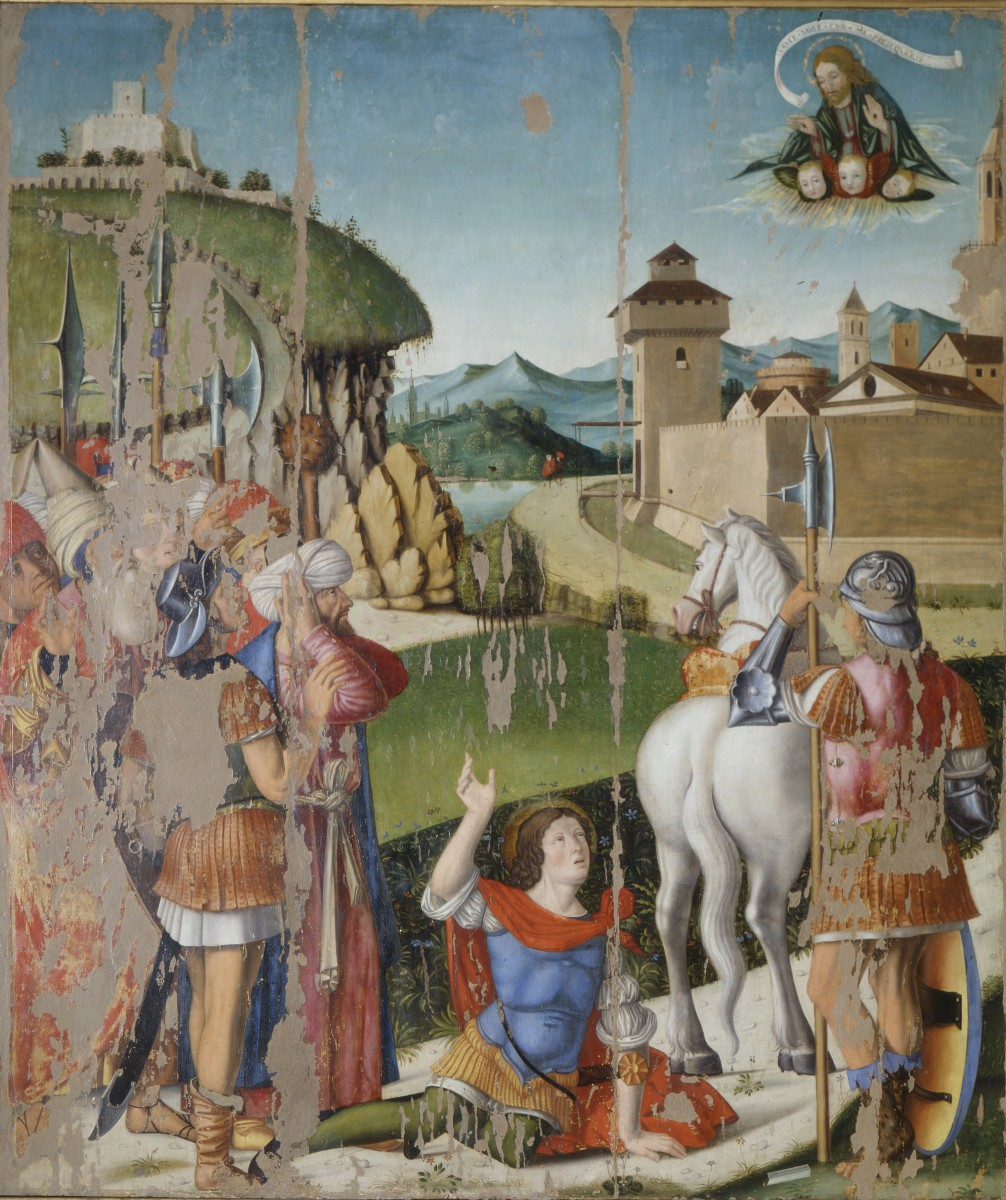
Filippo Mazzola, Conversione di San Paolo, 1504, olio su tavola, 156x130 cm, Galleria Nazionale di Parma
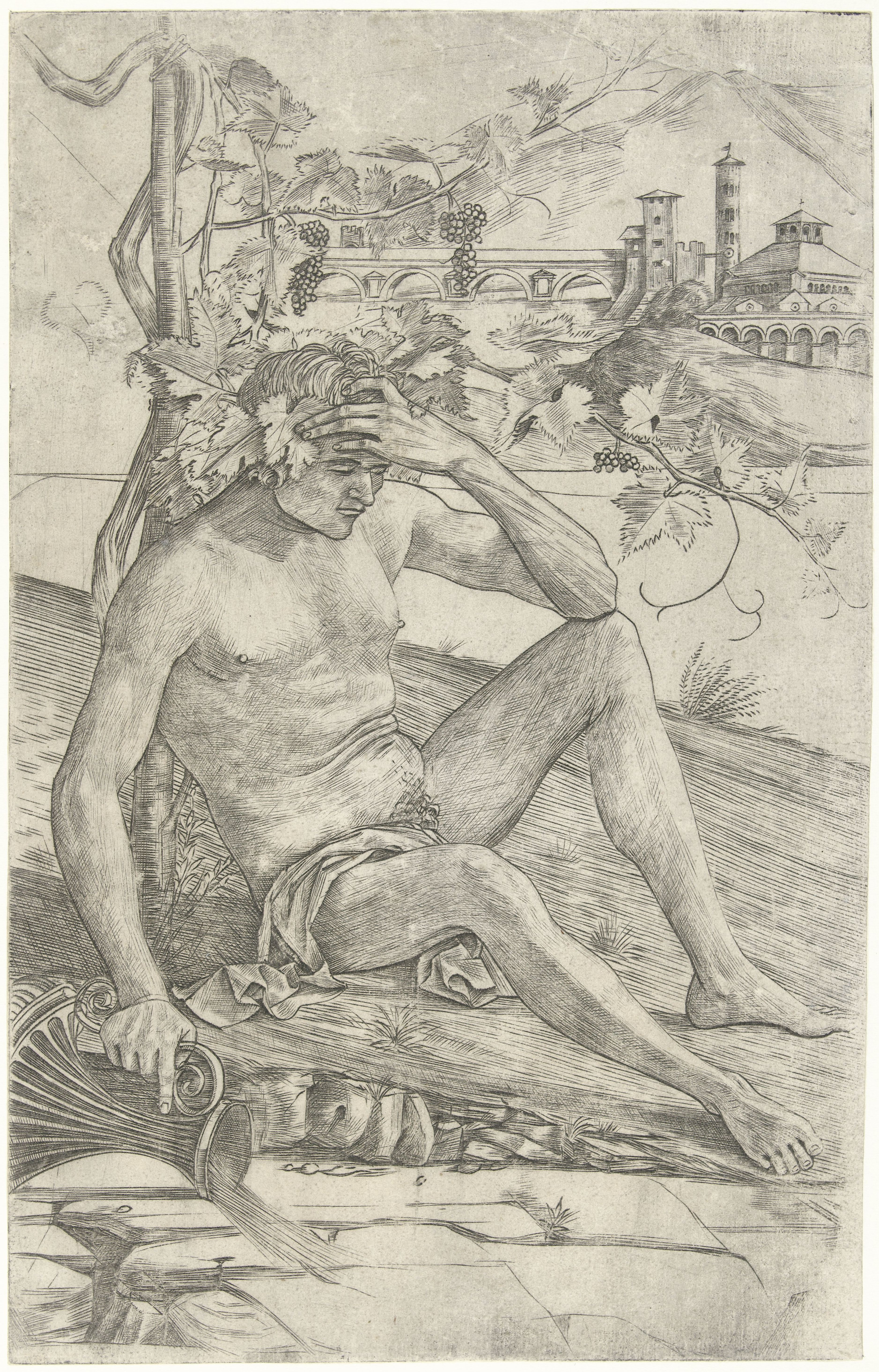
Girolamo Mocetto, Bacco ubriaco, 1495-1510 circa, acquaforte, 294x186 mm
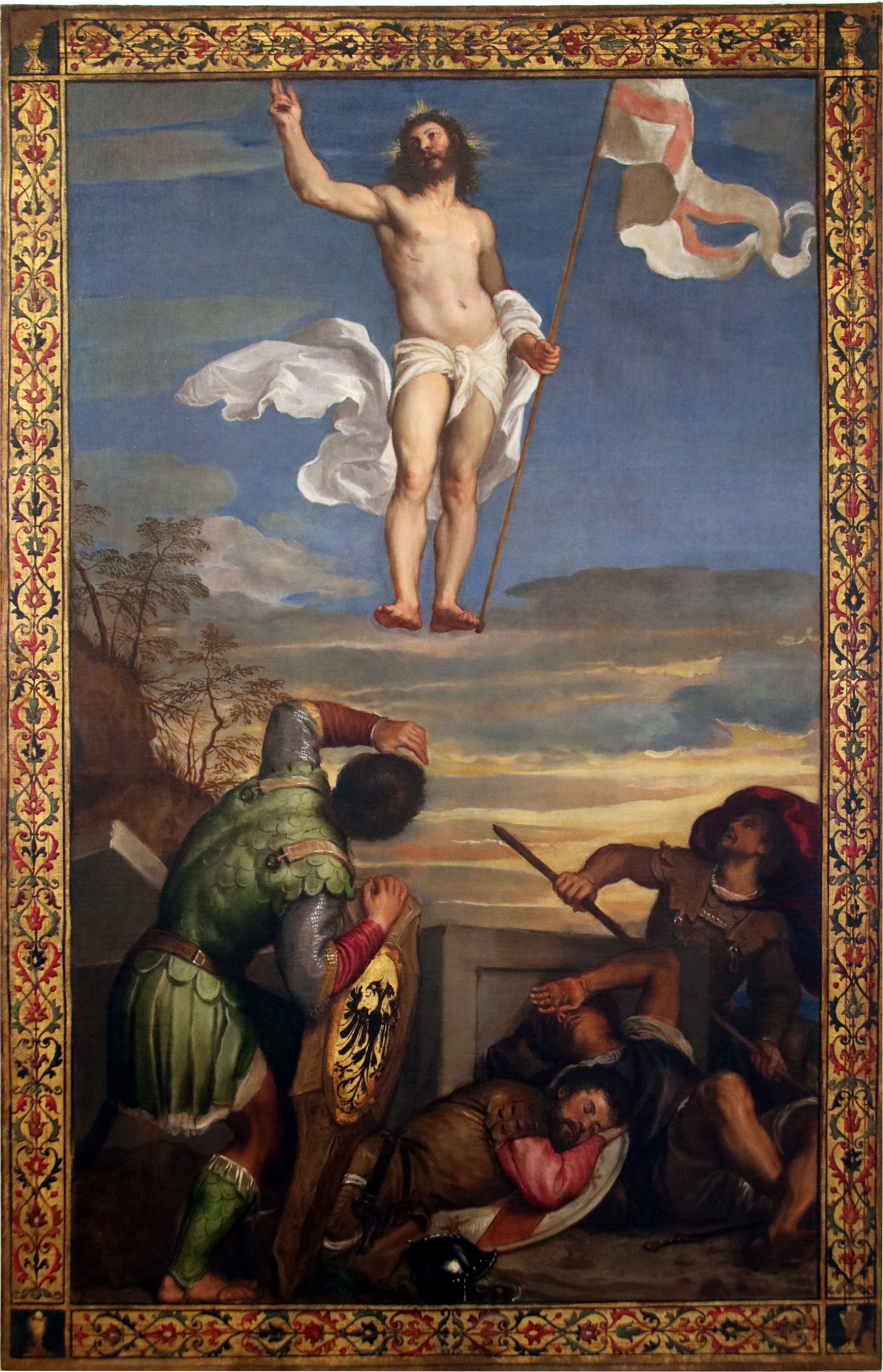
Tiziano Vecellio, Resurrezione di Cristo, 1542-1544, olio su tela, 163x104 cm, Urbino, Galleria nazionale delle Marche